# آتینی (آردن)
آتینی (به فرانسوی: Attigny) یک کمون در فرانسه است که در آردن (دپارتمان) واقع شده‌است. آتینی ۱۱٫۴۶ کیلومتر مربع مساحت دارد ۸۳ متر بالاتر از سطح دریا واقع شده‌است.